# مدينة الملك عبد العزيز الطبية
مدينة الملك عبد العزيز الطبية هي مدينة طبية حكومية سعودية تابعة للشؤون الصحية بالحرس الوطني، وتقع في مدينة جدة، وتتكون من عدة مستشفيات ومراكز طبية متخصصة، وتبلغ سعتها السريرية 751 سرير. افتتحت في ديسمبر من عام 1982م (1402هـ)، وتقدم المدينة خدمات رعاية طبية على أحدث مستوى للمواطنين السعوديين في المنطقة الغربية، وتشمل هذه الخدمات جميع أوجه الرعاية والعلاج للمرضى، إضافة للقيام بزيادة الوعي بين أفراد المجتمع تجاه الوقاية من الأمراض.
كان يعرف باسم مستشفى الملك خالد للحرس الوطني عند الافتتاح، وبعد إضافة عدة توسعات ومشاريع طبية تطويرية ومراكز تخصصية غير اسمه الي مدينة الملك عبد العزيز الطبية وأصبح مستشفى الملك خالد للحرس الوطني جزء من المدينة الطبية.

## المشاريع الطبية التطويرية
- مركز طب وجراحة القلب.
- جامعة الملك سعود بن عبد العزيز للعلوم الصحية.
- مركز العيادات الخارجية.
- توسعة طبية كبرى لجميع مرافق الطوارئ.
- توسعة مركز نورة بنت عبد الرحمن الفيصل للأورام.
- وحدة زراعة نخاع العظم.
- وحدة الحروق.

## الخدمات الطبية
وتتنوع الخدمات الطبية التي تقدمها مدينة الملك عبد العزيز الطبية وتشمل:
- إدارة الجراحة.
- إدارة مختبر علم الأمراض.
- التصوير الطبي.
- برنامج الرعاية الصحية المنزلية.
- جراحة الفم والأسنان.
- خدمات رعاية القلب والرئتين.
- طب الأطفال.
- طب الطوارئ.
- قسم الباطنة.
- قسم التخدير ووحدة العناية المركزة.
- قسم النساء والولادة.

### مركز نورة بنت عبد الرحمن بن فيصل آل سعود للأورام
قام الملك عبد الله بن عبد العزيز بافتتاح مركز نورة بنت عبد الرحمن بن فيصل آل سعود للأورام بقسميه الإكلينيكيين ( أورام الأطفال الأورام الطبيعية) في محرم عام 1422هـ الموافق أبريل عام 2001م. ويقوم المركز بزراعة النخاع الشوكي، وعلاج القصر، وبرنامج الرعاية الممتدة لعلاج مرضى السرطان.

### الخدمات الطبية المساندة
وتشمل:
- إدارة علاقات المرضى.
- خدمات التأهيل الطبي.
- خدمات الحمية والتغذية السريرية.
- خدمات السجلات الطبية.
- دار الأمان للرعاية الصحية.
- قسم الخدمة الاجتماعية.
- قسم الرعاية الصيدلية.